# Cantonul Alfortville-Sud
Cantonul Alfortville-Sud este un canton din arondismentul Créteil, departamentul Val-de-Marne, regiunea Île-de-France, Franța.

## Comune
| Comune                        | Populație (1999) | Cod poștal | Cod INSEE |
| ----------------------------- | ---------------- | ---------- | --------- |
| Alfortville (commune entière) | 36 232           | 94 140     | 94 002    |